# وایراگیا
وایراگیا (वैराग्य) یک اصطلاح سانسکریت و به معنای نبود خواست‌ها و تمایلات دنیوی است. فیلسوفان هندو وایراگیا را وسیله ای برای رسیدن به موکشا می‌دانند.

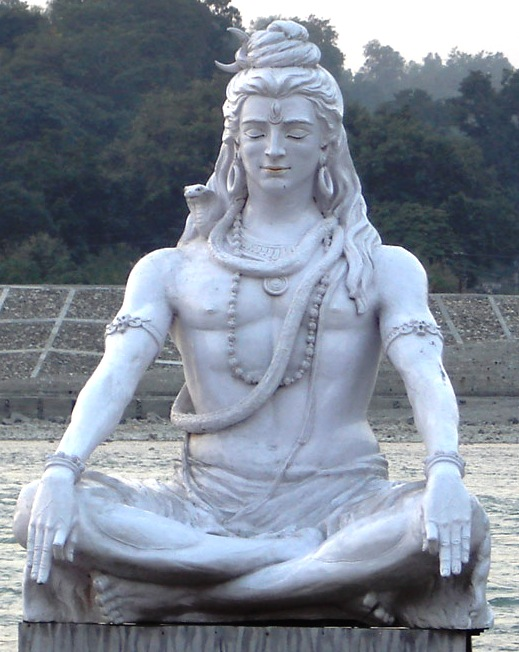
شیوا مظهر حالت وایراگیا است

وایراگیای واقعی به وضعیت درونی ذهنی اشاره دارد. تعادل بین وضعیت معنوی درونی و زندگی بیرونی از طریق ارتقاء سطح آگاهی شکل می‌گیرد.

## اشتقاق لغات
به زاهدی که همه هوس‌ها و امیال را مسخر کرده باشد وایراگیکا می‌گویند. ریشه rańj به رنگ اشاره دارد: Vi – rańj + ghaiṋ = virága. وضعیت ویراگا vaerágya است. Virága به رنگ بی‌رنگی اشاره دارد.

## هندوئیسم
مفهوم وایراگیا در سوتراهای یوگا پاتانجالی یافت می‌شود، جایی که همراه با تمرین (ابهیاسا)، مهار تغییرات ذهنی است (YS 1.12، "abhyāsa-vairāgyabhyāṁ tannirodhah"). اصطلاح وایراگیا سه بار در باگاواد گیتا (۶٫۳۵، ۱۳٫۸، ۱۸٫۵۲) ظاهر می‌شود، جایی که به عنوان وسیله ای کلیدی برای کنترل ذهن ناآرام توصیه می‌شود.
عدم دلبستگی رهایی از ذهن سرگردان را پیامد دارد. و مرگ امتحان نهایی است. bodisatva کسی است که ذهن را مهار می‌کند و هر آنچه که باعث دلبستگی می‌شود کنار بگذارد. اگر کسی انگیزه‌های خودخواهانه خود کنار گذارد واکنش کارمای او کاسته می‌شود.

## جینیسم
وایراگیا (वैराग्य، "جدا شدن") منظور از جدا شدن (vairāgya) ایجاد بی‌علاقگی نسبت به لذت‌های نفسانی و جسمانی است.